# Xenofrea rogueti
Xenofrea rogueti là một loài bọ cánh cứng trong họ Cerambycidae.